# نووی چچن
نووی چچن (به لاتین: Novy Chechen) یک منطقهٔ مسکونی در روسیه است که در شهرستان کیزلیارسکی واقع شده‌است.